# SN 1006
SN 1006 fue una supernova acaecida a principios del año 1006, ampliamente observada desde distintos lugares de la Tierra. Ha sido el suceso estelar de mayor magnitud visual registrado en la historia y, hasta ahora, es la única "supernova diurna" registrada en la historia de la humanidad. 

## Historia
Aparecida por vez primera en la constelación de Lupus en el límite con Centaurus entre el 30 de abril y el 1 de mayo de 1006, la nueva estrella fue descrita por observadores de Suiza, Egipto, Irak, China y Japón. Astrónomos chinos y árabes han dejado las descripciones históricas más completas sobre el acontecimiento.
En China aparecen registros de la nueva estrella hasta en nueve fuentes distintas, sobre todo en varias secciones del Song Shi («Historia de la dinastía Song»: 960 - 1279). Otras fuentes chinas donde aparece son Song Huiyao («Documentos importantes de de la dinastía Song»), que cubre el período entre 960 y 1220, y Xu Zhixi Tongjian Changbian, crónica detallada del período 960 - 1126. Fue descrita como «Conde de Zhou», término que parece aludir al color de la estrella, descrito en varias obras chinas como amarillo o dorado. Asimismo, en Japón la supernova también fue registrada en diarios de cortesanos, crónicas e historias compiladas de forma privada; la descripción más completa figura en Meigetsuki («Diario de la luna llena»), obra de Fujiwara no Teika.
Las crónicas árabes también citan este suceso. Así, en Egipto, el médico y astrónomo Ali ibn Ridwan describió el acontecimiento en estos términos:

Este espectáculo apareció en el signo zodiacal de Escorpio, en oposición al Sol... Era un gran cuerpo circular, entre 2½ y 3 veces más grande que Venus. El cielo brillaba por su luz... Permaneció fijo, moviéndose diariamente con su signo zodiacal hasta que el Sol estuvo en sextil con él en Virgo, cuando desapareció repentinamente.

Igualmente, Avicena registró esta supernova desde el noreste de Irán en su libro Kitāb al-Shifā’ («El libro de la curación»), donde describe un objeto celeste transitorio que estaba estacionario y que permaneció en el firmamento cerca de tres meses, volviéndose más y más débil hasta que desapareció.

## Resto de supernova SN 1006

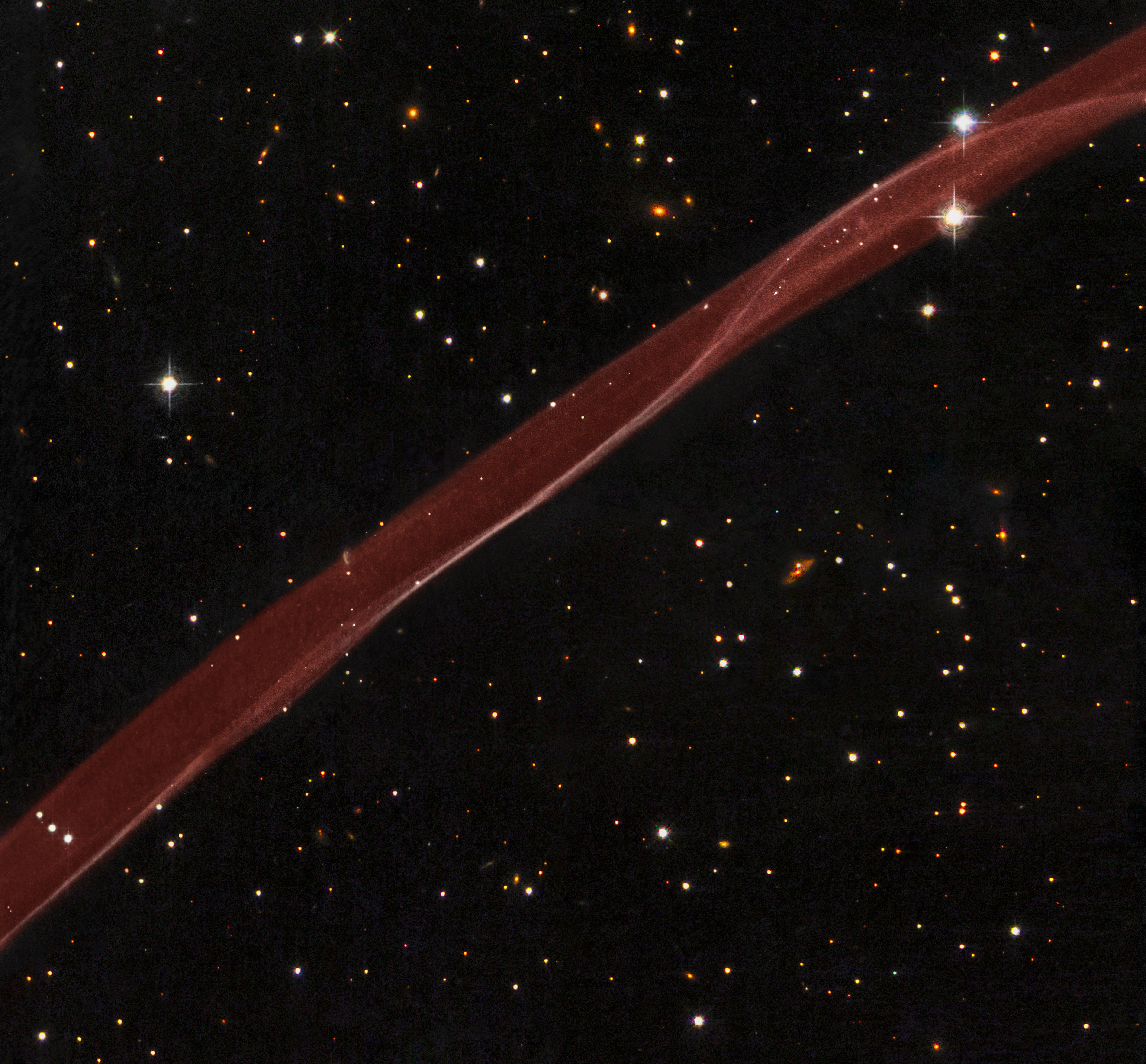
Imagen del una parte del resto de supernova SN 1006 obtenida con el telescopio espacial Hubble

El resto de supernova asociado a SN 1006 —también llamado Lupus SN y SNR G327.6+14.6— no fue identificado hasta 1965, cuando Doug Milne y Frank Gardner, haciendo uso del radiotelescopio Parkes, demostraron que la radiofuente PKS 1459-41, cerca de β Lupi, tenía la apariencia de una cáscara circular de 30 arcmin.
Durante los años subsiguientes, se detectaron emisiones en rayos X y en el espectro visible provenientes de este objeto.
Se han obtenido interesantes morfologías de emisión para SN 1006 en las distintas longitudes de onda. Así, en rayos X se observan dos lóbulos brillantes en las zonas noreste y suroeste, que también existen en longitudes de ondas de radio. Asimismo, hay varios filamentos finos que delinean los bordes de la envoltura al noreste y al suroeste, que a veces se cruzan.
SN 1006 fue el primer resto de supernova donde se detectó un componente de emisión de rayos X no térmico, pues la emisión de radio y rayos X duros en el frente de la envoltura está dominada por emisión sincrotrón; por el contrario, dentro del resto de supernova, la emisión térmica está distribuida de forma más uniforme, aunque se ha descubierto un filamento obvio —detectado en diferentes longitudes de onda— en el cuadrante noroeste.
Se piensa que SN 1006 era originariamente una estrella binaria, en donde una de las componentes, una enana blanca, explotó cuando el gas proveniente de su compañera la hizo superar el límite de Chandrasekhar. La supernova eyectó material a una enorme velocidad, la que alcanzó los 32 millones de kilómetros por hora, aunque después de 1000 años del evento se ha reducido a 9,7 millones de kilómetros por hora, generando una onda de choque que precede al material expulsado. Debido a esta onda de choque las partículas son aceleradas a energías extremadamente altas, produciendo los filamentos azulados que se ven —arriba a la izquierda y abajo a la derecha— en la imagen superior en falso color obtenida con el observatorio de rayos X Chandra.
No se ha encontrado ninguna estrella de neutrones o agujero negro asociado a este resto de supernova, que es lo que se espera en un resto de una supernova de tipo Ia (donde la explosión destruye por completo la estrella progenitora).
El resto de supernova SN 1006 se encuentra a una distancia estimada de 7200 años luz (2,2 kilopársecs), valor obtenido a partir de la medida del movimiento propio del frente de choque y la velocidad de expansión obtenida mediante observaciones en el espectro visible.